# Park Narodowy Catatumbo Barí
Park Narodowy Catatumbo Barí (hiszp. Parque nacional natural Catatumbo Barí) – park narodowy w północno-wschodniej części Kolumbii położony w departamencie Norte de Santander. Został utworzony 21 września 1989 roku i zajmuje obszar 1606,84 km². Od północy graniczy z Wenezuelą i znajdującym się tam wenezuelskim Parkiem Narodowym Sierra de Perijá.

## Opis
Park znajduje się na wschodnich zboczach pasma górskiego Serranía de Perijá (najbardziej na północ wysunięte pasmo Kordyliery Wschodniej) na wysokościach od 200 do 1800 m n.p.m. Główne rzeki to Catatumbo, Río de Oro i Intermedio. Niżej położoną część parku (około 79,6% jego powierzchni) pokrywa wilgotny las równikowy, wyżej występuje tropikalny wilgotny las górski. Na terenie parku znajdują się rezerwaty Motilón Barí i Catalaura-La Gabarra, które zamieszkuje rdzenna ludność z grupy etnicznej Motilones-Barí.
Średnia roczna temperatura w parku w zależności od wysokości wynosi od +17 °C do +28,5 °C, a średnie roczne opady od 1200 do 2000 mm.

## Flora
Zdecydowana większość terytorium parku jest pokryta lasem pierwotnym. Rosną tu m.in.: puchowiec pięciopręcikowy, Cariniana pyriformis, Vriesea heliconioides, Warszewiczia coccinea, Brownea ariza, Mucuna urens, Heliconia bihai, Heliconia brachyantha, Heliconia hirsuta, Heliconia latispatha, Heliconia stricta, a także wiele gatunków palm.

## Fauna
Park zamieszkuje 114 gatunków ssaków. Są to krytycznie zagrożony wyginięciem (CR) czepiak brązowy, zagrożona wyginięciem (EN) kapucynka z gatunku Cebus versicolor, narażone na wyginięcie (VU) andoniedźwiedź okularowy, ponocnica szaroręka, pekari białobrody, tapir amerykański i mazama karłowata, a także m.in.: mazama ruda, rybak nocny, paka nizinna, majkong krabożerny, jaguar amerykański, wyjec rudy.
Ptaki tu występujące to zagrożone wyginięciem (EN) czubacz hełmiasty i łódkodziób kolumbijski, narażona na wyginięcie (VU) ara zielona, a także m.in.: czubacz żółtoguzy, barwinka złotogłowa, grdacz soplowaty.
Płazy i gady żyjące w parku to m.in.: rzekotka grzechotka, Lithobates vaillanti, Bufo haematiticus, Bufo typhonius, amejwa pospolita, żararaka lancetowata, Rhinoclemmys diademata.
W rzekach występują ryby takie jak np.: Characidium voladorita, Potamorhina laticeps, Prochilodus reticulatus, Bryconamericus beta, Gephyrocharax venezuelae, Hyphessobrycon sovichthys, Doraops zuloagai.